# La vida parisina
La vida parisina (título original en francés, La Vie parisienne) es una opéra bouffe en cinco actos -luego reducidos a cuatro- con música de Jacques Offenbach y libreto en francés de Henri Meilhac y Ludovic Halévy. Se estrenó en el théâtre du Palais-Royal el 31 de octubre de 1866 en cinco actos, luego reducidos a cuatro actos el 25 de septiembre de 1873 en el théâtre des Variétés.

## Historia
Se trata del primer gran trabajo de Offenbach dedicado a plasmar la vida parisina contemporánea, contrastando con su anterior período más fantástico y mitológico. La obra se convirtió en una de las más populares de Offenbach.
La vida parisina se estrenó el 31 de octubre de 1866 en el Palais-Royal de París con cinco actos. El 25 de septiembre de 1873, se estrenó la versión corta de cuatro actos (sin el cuarto acto original) en el Théâtre des Variétés de la capital francesa. Tres años más tarde, el 30 de marzo de 1872, se estrenó una versión realizada por el dramaturgo Francis Burnand en el Holborn Theatre de Londres. La obra llegó a Nueva York el 12 de junio de 1876 en el Booth Theatre.
Esta ópera se representa poco; en las estadísticas de Operabase aparece la n.º 122 de las óperas representadas en 2005-2010, siendo la 15.ª en Francia y la cuarta de Offenbach, con 27 representaciones en el período.

## Personajes
| Personaje                                 | Tesitura              | Reparto del estreno, 31 de octubre de 1866, (Director: Offenbach ) | Versión revisada en cuatro actos Reparto del estreno, 25 de septiembre de 1873 (Director: Offenbach ) |
| ----------------------------------------- | --------------------- | ------------------------------------------------------------------ | --- |
| Bobinet, un dandy parisino                | tenor o barítono alto | Gil-Pérès                                                          | Pierre Eugène Grenier                                                                                 |
| Un empleado de los ferrocarriles          | papel hablado         | Millaux                                                            | |
| Raoul de Gardefeu, un dandy parisino      | tenor                 | Priston                                                            | Henri Venderjench                                                                                     |
| Métella, una demi-mondaine                | soprano               | Honorine                                                           | Devéria/Céline Van Ghell                                                                              |
| Gontran, amigo de Métella                 | tenor                 | Coste                                                              | |
| Joseph, un guía                           | papel hablado         | Martal                                                             | |
| El barón de Gondremarck, un viajero sueco | barítono              | Louis Hyacinthe Duflost                                            | José Dupuis                                                                                           |
| La baronesa de Gondremarck, su esposa     | soprano               | Céline Montaland                                                   | Juliette Grandville                                                                                   |
| El brasileño, un rico                     | barítono              | Jules Brasseur                                                     | |
| Alphonse, criado de Gardefeu              | papel hablado         | Ferdinand                                                          | |
| Frick, un zapatero                        | barítono              | Jules Brasseur                                                     | |
| Gabrielle, un guantero soprano            | soprano               | Zulma Bouffar                                                      | Zulma Bouffar                                                                                         |
| Pauline, una doncella                     | soprano               | Elmire Paurelle                                                    | |
| Prosper, un criado                        | barítono              | Jules Brasseur                                                     | |
| Urbain, un criado                         | barítono              | Louis Lassouche                                                    | Louis Lassouche                                                                                       |
| Clara, la sobrina del portero             | soprano               | Henry                                                              | |
| Leonie, la sobrina del portero            | mezzosoprano          | Bédard                                                             | |
| Louise, la sobrina del portero            | mezzosoprano          | Breton                                                             | |
| Madame de Quimper-Karadec, tía de Bobinet | mezzosoprano          | Félicia Thierret                                                   | |
| Mme de Folle-Verdure, su sobrina          | mezzosoprano          | Léontine Massin                                                    | |
| Alfred, un mayordomo                      | barítono              |                                                                    | Léonce                                                                                                |
| Caroline, sobrina del portero             |                       |                                                                    | Julia H.                                                                                              |
| Julie, sobrina del portero                |                       |                                                                    | Magne                                                                                                 |
| Augustine, sobrina del portero            |                       |                                                                    | Maria                                                                                                 |
| Albertine, una demi-mondaine              |                       |                                                                    | Pauline                                                                                               |
| Charlotte, una demi-mondaine              |                       |                                                                    | V. Klein                                                                                              |

## Números destacados
- Trío Jamais, foi de cicérone (Gardefeu, el barón, la baronesa)
- Rondó de Brésilien Je suis Brésilien, j'ai de l'or
- Dúo y rondó Entrez, jeune fille à l'œil bleu... Autrefois plus d'un amant (Gabrielle, Frick)
- Cuplés Je veux m'en fourrer jusque là (el barón)
- Rondó de la carta (Métella)
- Cuplés Je suis veuve d'un colonel (Gabrielle y coro)
- Dúo L'amour est une échelle immense (el barón, Pauline)
- Final y galop Tout tourne, tout danse, Feu partout
- Final Par nos chansons et par nos cris, Oui, voilà la vie parisienne (todos)

## Adaptaciones
Existe una película francesa de 1936 titulada como la opereta La vie parisienne (el doblaje la tituó Noches de París), dirigida por Robert Siodmak y protagonizada por Max Dearly, Conchita Montenegro, Jorge Rigaud, Christian-Gérard y Michèle Morgan.